# Ahmad bin Hanbal

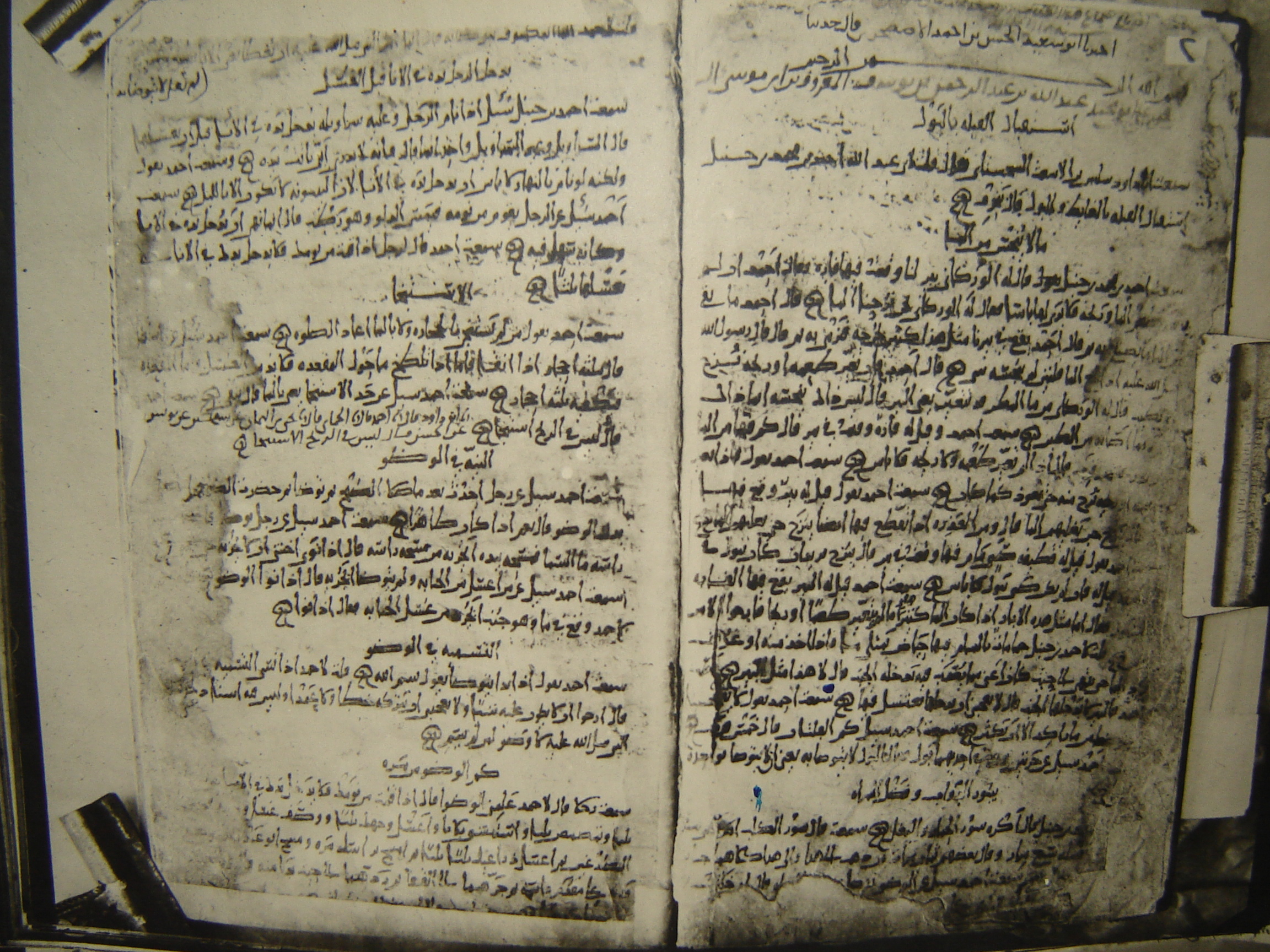
Una muestra de los escritos legales realizados por Ahmad Ibn Hanbal.

Ahmad ibn Hanbal (أحمد بن حنبل en árabe) (Bagdad (Irak), 780 – Bagdad, 855) fue un destacado teólogo, sabio del hadiz y jurista musulmán, fundador de la Escuela Hanbalí de jurisprudencia suní, una de las cuatro escuelas legales ortodoxas del islam suní. 
Comenzó a estudiar el Hadiz (tradiciones proféticas) a la edad de 15 años. Viajó extensamente para cultivarse con los grandes maestros de las ciencias islámicas e hizo cinco peregrinajes a La Meca. Su apellido es el epónimo de la escuela de jurisprudencia hanbalí, la más conservadora de las cuatro corrientes de ley islámica ortodoxas. Opuesto a la codificación de la ley, Ibn Hanbal creía que los juristas necesitaban la libertad de deducir soluciones legales a partir del Corán y la sunna.
Un erudito altamente influyente y activo durante su vida, Ibn Hanbal pasó a ser una de las figuras intelectuales más veneradas en la historia islámica, que tuvo una profunda influencia, afectando casi cada área de la perspectiva tradicionalista (de orientación literalista) dentro del islam suní. Uno de los proponentes clásicos más notables de la idea de sustentarse en las fuentes escriturales como base de la ley y forma de vida islámicas, Ibn Hanbal recopiló además una de las colecciones suníes de hadices más importantes, el Musnad (el cual contiene entre 28 y 29 mil hadices), que continúa ejerciendo una considerable influencia en el campo de las ciencias del hadiz hasta la época actual. Se dice que Ibn Hanbal memorizaba un millón de Hadices.

## Biografía

### Familia y primeros años
La familia de Ahmad era originaria de Basora, y pertenecía a la tribu árabe Banu Dhuhl. Su padre era oficial del ejército del Abbasí en Jorasán y más tarde se estableció con su familia en Bagdad, donde nació en noviembre de 780 EC / Rabi' al-Awwal 164 AH..
Ahmad tuvo dos esposas y varios hijos, entre ellos un hijo mayor, Salih, que más tarde fue juez en Isfahán y autor de la notable obra al-Sunna.
Su primera esposa, Abbasah bint al-Fadl, dio a luz a su hijo Salih. Estuvieron juntos 20 o 30 años, hasta que ella falleció. Ahmad comentó sobre ella: "En los 20 o 30 años que estuvimos juntos, nunca tuvimos un desacuerdo".
Su segunda esposa, Rayhanah bint Umar, dio a luz a su otro hijo Abd Allah. Tenía un solo ojo, y Ahmad se casó con ella por su compromiso religioso. Estuvieron juntos durante siete años.

### Educación y trabajo
Ahmad estudió mucho en Bagdad, y más tarde viajó para ampliar su formación. Comenzó a aprender jurisprudencia con el célebre juez hanafí Abu Yusuf, alumno y compañero de Abu Hanifa. Tras completar sus estudios con él, Ahmad comenzó a viajar por toda Arabia para recopilar narraciones de Mahoma. Ibn al-Yawzi afirmó que Ahmad contaba con 414 tradicionistas de los que narraba. Con estos conocimientos, se convirtió en una autoridad en la materia y dejó tras de sí una inmensa enciclopedia de narraciones, el Musnad. Tras varios años de viajes, regresó a Bagdad para estudiar con al-Shafi'i, con quien estableció un estrecho vínculo.[cita requerida]
Ahmad se convirtió en juez en su vejez, y fundó la escuela hanbalí de jurisprudencia islámica, que es ahora la más dominante en Arabia Saudí y Catar. A diferencia de las otras tres escuelas -Hanafi, Maliki y Shafi'i-, la escuela Hanbali siguió siendo en gran medida Athari en su teología.
Además de sus empresas escolásticas, Ahmad fue soldado en las fronteras de guerra y realizó peregrinación cinco veces en su vida, dos de ellas a pie.

### Persecución
Habiendo estudiado la fiqh (jurisprudencia) y el hadiz bajo la tutela de muchos maestros durante su juventud, Ibn Hanbal se hizo famoso al final de su vida por el papel crucial que jugó en la Mihna, la inquisición instituida por el califato abasí hacia el final del reino del califa Al-Mamún, en que el califa le dio el soporte oficial del estado al dogma mu'tazilita de que el Corán era creado, una perspectiva que contradecía a la doctrina ortodoxa de que el Corán era la Palabra de Dios es eterna y no-creada. Ibn Hanbal fue perseguido y torturado durante el califato de Al-Mâ'mûn Ibn Hârûn Ar-Rashîd por negarse pues a reconocer que "el Corán era creado." Sin embargo se mantuvo firme durante las adversidades y fue un férreo luchador contra los pensamientos de la secta Mu'tazila. Fue la víctima más notable de las persecuciones y el que permaneció más firme entre todos los sabios de su época, lo cual sólo hizo crecer su ya notable reputación.

### Inquisición
Se sabe que Ibn Hanbal fue llamado ante la Mihna del califa abbasí al-Ma'mun, que quería afirmar su autoridad religiosa presionando a los eruditos para que adoptaran la doctrina mu'tazili de que el Corán era creado, en lugar de increado. Según la tradición sunní, Ibn Hanbal fue uno de los eruditos más destacados en resistirse a la injerencia del califa y a su doctrina impuesta. La postura de Ibn Hanbal llevó a la escuela hanbalí a establecerse firmemente no sólo como escuela de jurisprudencia, sino también de teología.
Debido a su negativa a aceptar la doctrina mu'tazili, Ibn Hanbal fue encarcelado en Bagdad durante el reinado de al-Ma'mun. En un incidente durante el gobierno del sucesor de al-Ma'mun, al-Mu'tasim, Ibn Hanbal fue azotado hasta perder el conocimiento; sin embargo, esto causó una gran agitación en Bagdad y obligó a al-Mu'tasim a liberarlo. Tras la muerte de al-Mu'tasim, al-Wathiq se convirtió en califa y continuó la política de sus predecesores de imponer la doctrina mu'tazili y, en este empeño, desterró a Ibn Hanbal de Bagdad. Sólo tras la muerte de al-Wathiq y el ascenso de su hermano al-Mutawakkil, mucho más tolerante con las creencias suníes tradicionales, Ibn Hanbal fue acogido de nuevo en Bagdad.

## Visión y pensamiento
La doctrina principal de Ibn Hanbal es lo que más tarde se conoció como "pensamiento tradicionalista", que hacía hincapié en la aceptación únicamente del Corán y el hadiz como fundamentos de la creencia ortodoxa. Sin embargo, creía que sólo unos pocos elegidos estaban debidamente autorizados para interpretar los textos sagrados.

### Teología

#### Dios
Ibn Hanbal entendía que la definición perfecta de Dios era la dada en el Corán, de donde sostenía que la creencia adecuada en Dios constituía creer en la descripción que Dios había dado de sí mismo en la escritura islámica. Para empezar, Ibn Hanbal afirmaba que Dios era a la vez Único y Absoluto y absolutamente incomparable con cualquier cosa en el mundo de Sus criaturas. En cuanto a los diversos atributos divinos, Ibn Hanbal creía que todos los atributos regulares de Dios, como el oído, la vista, el habla, la omnipotencia, la voluntad, la sabiduría, la visión por parte de los creyentes el día de la resurrección, etc., debían afirmarse literalmente como "realidades" (ḥaqq). En cuanto a aquellos atributos llamados "ambiguos" (mutas̲h̲ābih), como los que hablaban de la mano de Dios, su rostro, trono, y omnipresencia, visión por parte de los creyentes en el día de la resurrección, etc. debían entenderse de la misma manera. Ibn Hanbal trataba aquellos versículos de las escrituras con descripciones aparentemente antropomórficas como versículos muhkamat (claros); admitiendo sólo un significado literal.
Además, Ibn Hanbal "rechazaba la teología negativa (taʿṭīl) de los yahmiyya y su particular exégesis alegorizante (taʾwīl) del Corán y de la tradición, y no menos enfáticamente criticó el antropomorfismo (tas̲h̲bīh) de los Mus̲h̲abbiha, entre los que incluyó, en el ámbito de su polémica, a los Jahmiyya como antropomorfistas inconscientes. " Ibn Hanbal fue también un crítico de la especulación abierta e innecesaria en asuntos de teología; creía que era justo adorar a Dios "sin el 'modo' de la teologoumena (bilā kayf), y consideraba prudente dejar a Dios la comprensión de su propio misterio.  Así, Ibn Hanbal se convirtió en un firme defensor de la fórmula bi-lā kayfa. Este principio mediador permitió a los tradicionalistas negar las ta'wil (interpretaciones figuradas) de los textos aparentemente antropomórficos, al tiempo que afirmaba concomitantemente la doctrina de la "deidad incorpórea y trascendente". Aunque defendía los significados literalistas del Qur'anico y las declaraciones proféticas sobre Dios, Ibn Hanbal no era un fideísta y estaba dispuesto a realizar ejercicios hermenéuticos. El surgimiento del Imam Ahmad ibn Hanbal y de los Ashab al-Hadith], cuya causa defendió, durante la Mihna; marcaría el escenario para el empoderamiento y centrado de las ideas corporealistas en la ortodoxia sunnita.

Ibn Hanbal también reconoció la "Forma Divina (Al-Şūrah)" como un verdadero atributo de Dios. No estaba de acuerdo con aquellos teólogos especulativos que interpretaban la Forma Divina como algo que representa pseudo-divinidades como el sol, la luna, las estrellas, etc. Para Ibn Hanbal, negar que Dios tiene realmente una Forma es Kufr (incredulidad). También creía que Dios creó a Adán "según Su forma". Censurando a los que alegaban que esto se refería a la forma de Adán, Ibn Hanbal afirmó: 
"Quien diga que Allah creó a Adán según la forma de Adán, es un Jahmi (incrédulo). ¿Qué forma tenía Adán antes de que Él lo creara?"

## Legado
A lo largo de la historia islámica, Bin Hanbal fue venerado como una figura ejemplar en todas las escuelas tradicionales de pensamiento suní, tanto por los exotéricos ulemas como por los místicos sufíes, estos últimos a menudo designándolo como santo en sus hagiografías. El maestro del hadiz del siglo XIV al-Dhahabi se refirió a Ibn Hanbal como "el verdadero Jeque del islam y un líder de los musulmanes de su tiempo, el maestro del hadiz y la Prueba de la Religión."  
En la época moderna, el nombre de Ibn Hanbal se ha vuelto controvertido en algunos sectores del mundo islámico, debido a que el movimiento hanbalí de reforma conocido como wahabismo lo ha citado como una influencia principal junto con el reformador hanbalí del siglo XIII Ibn Taymiyya. Sin embargo, ciertos académicos han afirmado que las creencias de Ibn Hanbal de hecho no han jugado parte alguna en el establecimiento de las doctrinas centrales del wahabismo, pues habría evidencia de que las autoridades hanbalíes tenían preocupaciones doctrinales muy distintas de las de los wahabíes, rica como es la literatura hanbalí medieval en referencias a santos, visitas a tumbas, milagros y reliquias. A este respecto, los eruditos han citado el apoyo de Ibn Hanbal al uso de reliquias como uno de varios puntos importantes en que las opiniones del teólogo difieren de las del wahabismo.

## Obras
El Kitāb al-Fihrist (en árabe: كتاب الفهرست) (El catálogo de libros) es un compendio del saber y la literatura del Islam del siglo X compilado por Ibn Al-Nadim (c.998). En él se citan las siguientes obras de Ahmad bin Hanbal: 
- Usool as-Sunnah: "Fundamentos de la Tradición Profética (en la Creencia)"
- as-Sunnah: "La Tradición Profética (en la Creencia)"
- Kitab al-`Ilal wa Ma'rifat al-Rijal: "El Libro de las Narraciones que Contienen Defectos Ocultos y del Conocimiento de los Hombres (del Hadiz)" Riad: Al-Maktabah al-Islamiyyah
- Kitab al-Manasik: "Libro de los ritos del Hayy"
- Kitab al-Zuhd: "El Libro de la Abstinencia" ed. Muhammad Zaghlul. Muhammad Zaghlul, Beirut: Dar al-Kitab al-'Arabi, 1994
- Kitab al-Iman: "El libro de la fe".
- Kitab al-Masa'il: "Cuestiones de Fiqh"
- Kitab al-Ashribah: "El libro de las bebidas"
- Kitab al-Fada'il Sahaba: "Virtudes de los Compañeros"
- Kitab Tha'ah al-Rasul : "El Libro de la Obediencia al Mensajero"
- Kitab Mansukh: "El Libro de la Abrogación"
- Kitab al-Fara'id: "El Libro de los Deberes Obligatorios"
- Kitab al-Radd `ala al-Zanadiqa wa'l-Yahmiyya: "Refutaciones de los herejes y los yahmitas" (El Cairo: 1973)
- Tafsir: "Exégesis"
- Musnad Ahmad ibn Hanbal